# Solidaridad Gallega
Solidaridad Gallega fue una organización política regionalista gallega activa entre 1907 y 1912.
Tras el triunfo electoral de Solidaridad Catalana en 1906, en Galicia aumentan los contactos entre las fuerzas de la oposición para el establecimiento de una fuerza política que aglutinase a los sectores contrarios al turnismo.
En el verano de 1907, 42 personas firman el Manifiesto Solidario que daría origen a Solidaridad Gallega, donde se aúnan los republicanos dirigidos por José Rodríguez Martínez, los republicanos federales de Moreno Barcia, los tradicionalistas de Juan Vázquez de Mella los socialcatólicos y los regionalistas de Manuel Murguía, Galo Salinas y Eugenio Carré Aldao. Tenían la esperanza de obtener algunos diputados y armar así un frente cívico-político que iniciase la regeneración de Galicia y constribuyese a la de toda España. Al principio el movimiento arraigó sobre todo en La Coruña y su área de influencia. Se organizaron grandes mítines en los que los dirigentes gallegos (el regeneracionista Rodrigo Sanz, el carlista Juan Vázquez de Mella, los regionalistas Manuel Lugrís y Juan Golpe) compartieron tribuna con personajes de la hermana catalana que vinieron a echar una mano, como los republicanos Nicolás Salmerón y Josep Vallès i Robot o el catalanista Lluís Durán i VentosaSin embargo, Solidaridad Gallega no obtuvo ningún escaño.
El anticaciquismo y el apoyo al asociacionismo agrario fueron los dos pilares de la organización. Bajo su patrocinio se formaron 400 sociedades agrarias, en 1911 solamente 85 permanecían afiliadas a la organización.
En las elecciones municipales de 1910 obtuvieron 258 consejeros en la provincia de La Coruña, pero las diferencias entre los miembros de la organización impidió la consolidación de la misma. 
Solidarismo gallego, su órgano oficial, apareció en diciembre de 1907.
Su revista portavoz fue A Nosa Terra, publicada entre 1907 y 1908